# 奧蒂省

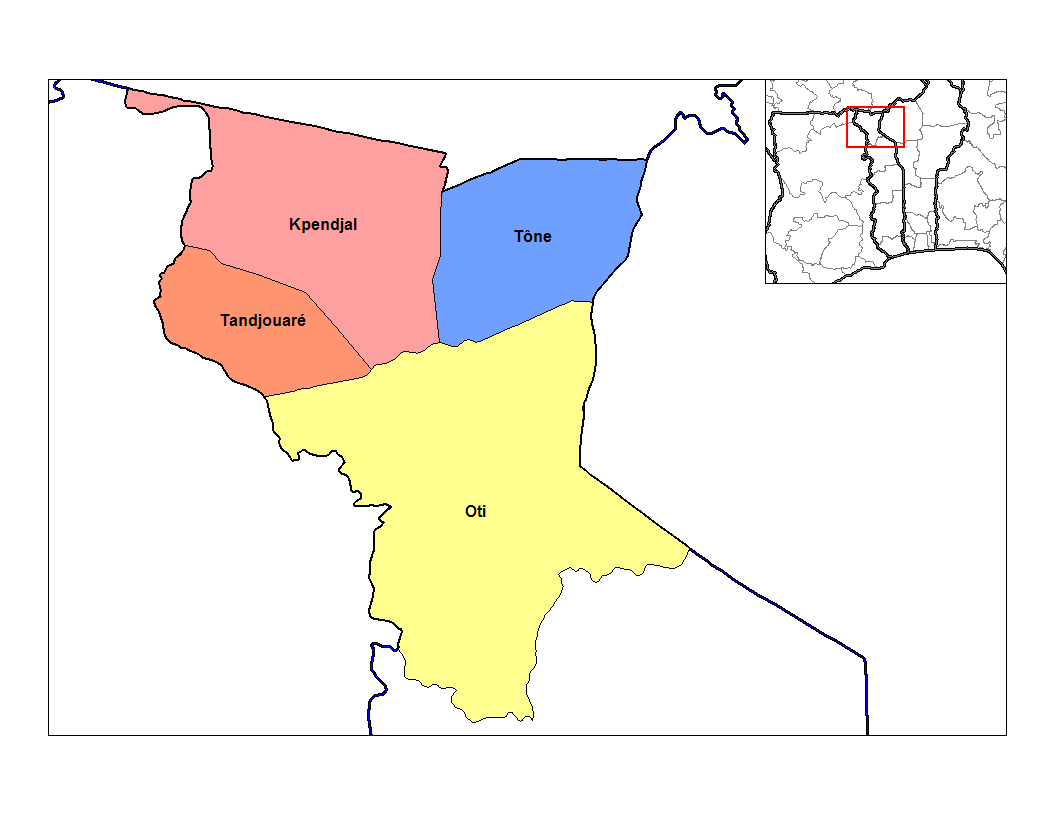

10°21′26″N 0°28′16″E / 10.35722°N 0.47111°E
奧蒂省（法語：Préfecture de l'Oti），是多哥的30個省份之一，位於該國北部，由草原區負責管轄，首府設於曼戈，面積4,313平方公里，2010年人口190,543，人口密度每平方公里44.2人。